# Mali Zvornik
Mali Zvornik (serbocroata cirílico: Мали Зворник) es un municipio y villa de Serbia perteneciente al distrito de Mačva del oeste del país.
En 2011 tiene 12 496 habitantes, de los cuales 4384 viven en la villa y el resto en las 11 pedanías del municipio. La mayoría de la población se compone étnicamente de serbios (11 677 habitantes), existiendo una minoría de eslavos musulmanes (376 habitantes).
Se ubica unos 15 km al sur de Loznica, junto a la frontera con Bosnia y Herzegovina marcada por el río Drina. Al otro lado de la frontera se halla la ciudad de Zvornik.

## Pedanías
Junto con Mali Zvornik, pertenecen al municipio las siguientes pedanías:
- Amajić
- Brasina
- Budišić
- Velika Reka
- Voljevci
- Donja Borina
- Donja Trešnjica
- Radalj
- Sakar
- Culine
- Čitluk